# Camp Ashcan

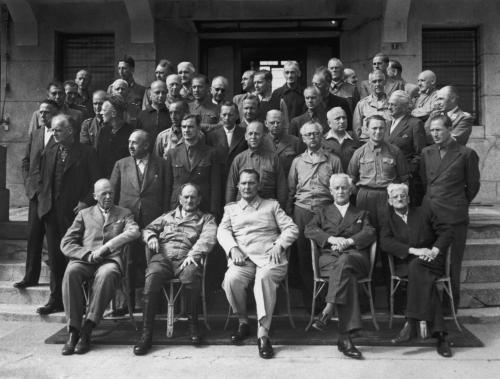
Många kända tyska politiker och militärer internerades i Camp Ashcan.

Camp Ashcan ("Soptunnan", officiellt Central Continental Prisoner of War Enclosure No. 32) var ett amerikanskt krigsfångeläger inrymt i hotell Palace i Mondorf-les-Bains i sydöstra Luxemburg, i bruk maj-augusti 1945. I Camp Ashcan internerades bland andra Hermann Göring, Joachim von Ribbentrop, Wilhelm Keitel och Alfred Jodl i väntan på rättegång.